# Monti del Roggeveld
I Monti del Roggeveld (Roggeveldberge in afrikaans) sono una catena montuosa (altezza massima 1.524 m) che si trova a ovest dell'altopiano del Roggeveld, nella provincia del Capo Settentrionale, in Sudafrica. La catena si estende fra le cittadine di Calvinia e Sutherland, a est e nordest del Tankwa Karoo National Park.
Le montagne ricevono circa 200 mm di pioggia l'anno. Il nome "Roggeveld" viene dalla segale selvatica, un tempo abbondante nell'area.
La catena è attraversata dal passo montano di Ouberg (1.404 m).